# Cairo Militaire Academie Stadion
Het Cairo Military Academy Stadium (Arabisch: إستاد الكلية الحربية بالقاهرة) is een multifunctioneel stadion in Caïro, de hoofdstad van Egypte. Het stadion wordt vooral gebruikt voor voetbalwedstrijden, maar er kunnen ook atletiekwedstrijden gespeeld worden. Het is geopend in 1989 en biedt plaats aan 28.500 toeschouwers. Het stadion werd oorspronkelijk gebouwd als stadion voor militaire teams en voetballers van de militaire academie. 

## Afrika Cup
In 2006 werd van dit stadion gebruikgemaakt voor voetbalwedstrijden op het Afrikaans kampioenschap voetbal dat van 20 januari tot en met 10 februari 2006 in Egypte werd gespeeld. In dit stadion waren 6 groepswedstrijden, de kwartfinale tussen Ivoorkust en Kameroen (1–1) en de troostfinale tussen Senegal en Nigeria (0–1).